# Pterophylla baezi
Pterophylla baezi är en insektsart som beskrevs av Bolívar, I. och C. Bolívar 1942. Pterophylla baezi ingår i släktet Pterophylla och familjen vårtbitare. Inga underarter finns listade i Catalogue of Life.